# Poyang Hu
Poyang Hu (chiń. 鄱阳湖) – największe słodkowodne jezioro w Chinach. Leży w prowincji Jiangxi, w południowo-wschodnich Chinach.
Ma powierzchnię 3583 km², głębokość maksymalną 16 m, a lustro wody położone jest na wysokości 20 m n.p.m. Poyang Hu jest połączone kanałem z Jangcy. Jezioro to jest ważną ostoją ptactwa wodnego. W wodach jeziora występował prawdopodobnie wymarły baji chiński (Lipotes vexillifer).